# Tårisbodtjärnen
Tårisbodtjärnen är en sjö i Åre kommun i Jämtland och ingår i Indalsälvens huvudavrinningsområde. Sjön har en area på 0,0599 kvadratkilometer och ligger 455,2 meter över havet.

## Delavrinningsområde
Tårisbodtjärnen ingår i det delavrinningsområde (699856-140522) som SMHI kallar för Mynnar i Dammån. Medelhöjden är 516 meter över havet och ytan är 9,49 kvadratkilometer. Det finns inga avrinningsområden uppströms utan avrinningsområdet är högsta punkten. Vattendraget som avvattnar avrinningsområdet har biflödesordning 3, vilket innebär att vattnet flödar genom totalt 3 vattendrag innan det når havet efter 307 kilometer. Avrinningsområdet består mestadels av skog (76 procent) och sankmarker (23 procent). Avrinningsområdet har 0,06 kvadratkilometer vattenytor vilket ger det en sjöprocent på 0,6 procent.